# Quota ou les Pléthoriens

Quota ou les Pléthoriens est un roman de Vercors et Paul Silva-Coronel publié chez Stock en 1966. 

## Genèse
Jean Bruller et Paul Silva-Coronel fêtent par ce roman leur cinquante années d’amitiés. Ils se sont connus en effet le 2 octobre 1916 en classe de seconde à l'École alsacienne et ont divers projets théâtraux mais aussi industriels ensemble. En 1935, ils publient Couleurs d’Égypte, illustré par Jean Bruller. Dans la préface du roman, Vercors et Silva-Coronel résument leur projet, ils veulent montrer les « nouvelles méthodes psychologiques venues des Etats-Unis » et « la façon quasi automatique dont on amenait le client le moins décidé à passer commande presque en état d'hypnose ».
Or la Deuxième Guerre mondiale les sépare. Le dessinateur Jean Bruller devient l'écrivain Vercors puis, à la Libération, les deux hommes se retrouvent et entreprennent l'écriture du texte. Ils envisagent alors une pièce de théâtre (1950). Les Lettres françaises annoncent en effet « Quota, une comédie inédite de Vercors et Coronel » et donne un extrait de la pièce en quatrième page. En 1963, Vercors évoque encore la pièce dans une interview de Guy Verdot publiée dans Le Figaro littéraire. 
Finalement, ils ne terminent que vingt ans plus tard en publient un roman.

## Résumé
Quota ou les Pléthoriens a pour thème les dangers de l'expansion économique telle que représentées par les États-Unis de ce milieu du XXe siècle mais aussi la folie du gadget et la religion du test. 
L'histoire se déroule dans un petit pays imaginaire entre les États-Unis et le Mexique nommé le Tuhualpa. Dans cet Etat, la misère favorise la tyrannie et l'abondance crée des technocrates. Le régime politique et une dictature de la technocratie et de la machine. 
Quota est le chef des Pléthoriens. Il n'a qu'une résistante, une jeune fille nommée Florence qui milite pour un bonheur non mercantile. Jusqu'au jour où elle-même se laisse prendre…

## Éditions
- 1966 : Quota ou les Pléthoriens, Stock.
- 1969 : Das Verkaufsgenie (en allemand), Berlin : Verl. Volk u. Welt.